# Падрија
Падрија (итал. Padria) је насеље у Италији у округу Сасари, региону Сардинија.
Према процени из 2011. у насељу је живело 692 становника. Насеље се налази на надморској висини од 306 м.

## Становништво
Према резултатима пописа становништва 2011. у општини је живело 695 становника.
| 1931. | 1936. | 1951. | 1961. | 1971. | 1981. | 1991. | 2001. | 2011. |
| ----- | ----- | ----- | ----- | ----- | ----- | ----- | ----- | ----- |
| 2.013 | 2.029 | 2.067 | 1.837 | 1.307 | 1.126 | 918   | 836   | 695   |